# Lisa Södersten
Ida Olivia Elisabeth (Lisa) Södersten, född 25 januari 1903 i Stockholm, död 29 oktober 1986 i Bromma, var en svensk målare och tecknare.
Hon var dotter till byggmästaren Nils Johan Nilsson och Ida Karolina Ullmann samt från 1929 gift med [[Stig Södersten]. Hon studerade vid Althins målarskola 1919–1921 och vid Kungliga konsthögskolan 1922–1928 samt bedrev självstudier under resor till Ostindien 1929–1930 och Frankrike. Tillsammans med sin man ställde hon ut på Galleri Modern i Stockholm 1932 och hon medverkade i Sveriges allmänna konstförenings utställningar på Liljevalchs konsthall ett tiotal gånger och med Föreningen Svenska Konstnärinnor i Jönköping 1936. Hon deltog i samlingsutställningar i Ölands Skogsby 1961–1964 och Toronto, Kanada. Hennes konst består av stilleben med leksaker och blommor samt landskapsskildringar från Bali eller Öland.